# Johan de Meij
Johannes Abraham (Johan) de Meij (født 23. november 1953 i Voorburg) er en nederlandsk dirigent, trombonist og komponist bedst kendt for sin Symphony no. 1 med tilnavnet "Ringenes Herre-symfonien".

## Biografi
De Meijs musicalkarierre startede da han var femten år gammel i harmoniorkestret Harmonie Forum Hadriani i Voorburg, Nederlandene. På det tidspunkt fik han undervisning af Anner Bylsma sr. og Piet van Dijk i trombone og euphonium. I 1976 blev han indkaldt til militærtjeneste og indgik i militærorkestret Trompetterkorps der Cavalerie, Amersfoort. Efter han havde færdiggjort sin tjeneste i 1977 blev han euphoniumspiller i Amsterdamse Politiekapel.
I 1978 begyndte de Meij på Koninklijk Conservatorium Den Haag hos Arthur Moore (solotrombonist i Residentie Orkest) og hos Rocus van Yperen og Jan van Ossenbruggen (direktion).
De Meijs engagement i det professionelle Haags Koper Ensemble med blæseinstrumentspillere fra Radio Filharmonisch Orkest, Utrechts Symphonie Orkest og Residentie Orkest var et vigtigt trin i hans karriere. Dette ensemble opførte nationale koncerter og optrådte også regelmæssigt i radioen. Udover at medvirke i ensemblet foretog de Meij også noget administrativt arbejde og skrev særlige arrangementer og en original komposition til orkestret.
Snart blev de arrangementer de Meij lavede for harmoniorkester ikke kun spillet af Amsterdamse Politiekapel, men også af mange harmoniorkestre i Nederlandene og andre lande. Som følge deraf fik han forskellige forespørgsler på at lave arrangementer for harmoniorkester. Hans første symfoni kaldet The Lord of the Rings for harmoniorkester blev uropført i 1988 af Groot Harmonieorkest van de Belgische Gidsen dirigeret af Norbert Nozy. CD'en af militærorkestret Koninklijke Militaire Kapel gjorde symfonien kendt. Symfonien er baseret på temaer fra romanen af J.R.R. Tolkien; den består af fem satser, der hver illustrerer en personlighed eller en vigtig begivenhed fra bogen.
I 1989 blev symfonien tildelt Sudler Kompositionspris. Der eksisterer også en version for symfoniorkester, der blev opført første gang i 2001.